# Calymmaria yolandae
Espèce
Calymmaria yolandae est une espèce d'araignées aranéomorphes de la famille des Cybaeidae.

## Distribution
Cette espèce est endémique de Californie aux États-Unis,. Elle se rencontre dans le comté de Del Norte.

## Description
Le mâle holotype mesure 4,03 mm.

## Étymologie
Cette espèce est nommée en l'honneur de Yolanda Heiss, la mère de John Stabe Heiss.

## Publication originale
- Heiss & Draney, 2004 : Revision of the Nearctic spider genus Calymmaria (Araneae, Hahniidae). Journal Of Arachnology, vol. 32, no 3, p. 457-525 (texte intégral).